# Literatuur van het Caribisch deel van het Koninkrijk der Nederlanden
Literatuur van het Caribisch deel van het Koninkrijk der Nederlanden is de verzameling van alle teksten, oraal overgeleverd of geschreven, die gerekend worden tot de literatuur van de Benedenwindse eilanden Curaçao, Bonaire en Aruba en de Bovenwindse eilanden Sint Maarten, Saba en Sint Eustatius. De Antilliaanse literatuur is overwegend geschreven in het Nederlands en Papiaments, voor een kleiner deel in het Spaans en wat de Bovenwindse eilanden betreft ook in het Engels.
Met de veranderde staatkundige constellatie van de eilanden in het Caribisch gebied, en daarmee het wegvallen van de Nederlandse Antillen, is ook de term Antilliaanse literatuur in wezen niet meer dekkend voor de literatuur van de zes eilanden (drie landen en drie gemeenten) na 10 oktober 2010. Om praktische redenen behoudt de term echter zijn waarde.

## Bloemlezingen
- Fabian Adekunle Badejo, Salted Tongues, Modern Literature in St. Martin. St. Martin, House of Nehesi Publishing (2003)
- Lucille Berry-Haseth, Aart Broek, Sidney Joubert, Pa saka kara, II, III, Antologia di literatura Papiamentu. Fundashon Pierre Lauffer, Willemstad (1998)
- Frank A.J. Booi e.a., Cosecha Arubiano; un antologia dedica na pueblo di Aruba. Oranjestad, Fundacion Centro Cultural Aruba (1984)
- Anton Claassen, De navelstreng van mijn taal; Poesia bibo di Aruba. Amsterdam, In de Knipscheer (1992)
- Quito Nicolaas, Bentana Habri, un antologia. Amsterdam, Simia Literario (2004)
- J. Ph. de Palm en H. Pos, Kennismaking met de Antilliaanse en de Surinaamse poëzie. [S.l.]: Sticusa (1972)
- Wim Rutgers, Tropentaal; 200 jaar Antilliaanse vertelkunst. Amsterdam, Contact (2001)
- Wycliffe Smith, Windward Island Verse; a survey of poetry in the Dutch Windward Islands (1982)
- Frank Williams, Isla di mi/Island of mine. Oranjestad, Unoca (2000)

## Over Antilliaanse literatuur
- Artikelen over Nederlands-Caribische en Surinaamse op literatuurgeschiedenis.org.
- Aart Broek, Pa saka kara, Historia di Literatura Papiamentu. Willemstad: Fundashon Pierre Lauffer, 1998.
- Drie Curaçaose schrijvers in veelvoud: Boeli van Leeuwen, Tip Marugg, Frank Martinus Arion. Onder redactie van Maritza Coomans-Eustatia, Wim Rutgers, Henny E. Coomans. Zutphen: Walburg Pers, 1991.
- Liesbeth Echteld, Literatura en español en Curazao al cambio del siglo. Curaçao, 1999. (Diss.)
- Pim Heuvel en Freek van Wel, Met eigen stem: Herkenningspunten in de letterkunde van de Nederlandse Antillen en Aruba. Assen/Maastricht: Van Gorcum, 1989.
- Michiel van Kempen, 'Een banaan afpellen, een bloedende banaan; Een nieuwe generatie in de Nederlands-Caraïbische literatuur.' In: Het andere postkoloniale oog. Onbekende kanten van de Nederlandse (post)koloniale literatuur en cultuur. Onder redactie van Michiel van Kempen. Hilversum: Verloren, 2020, pp. 289-303.
- Noordoostpassanten; 400 jaar Nederlandse verhaalkunst over de Caraïben. Samengesteld, ingeleid en van aantekeningen voorzien door Michiel van Kempen en Wim Rutgers. Amsterdam/Antwerpen: Contact, 2005.
- Michiel van Kempen, Piet Verkruijsse en Adrienne Zuiderweg (red.), Wandelaar onder de palmen. Opstellen over koloniale en postkoloniale literatuur en cultuur, Leiden: KITLV, 2004.
- 'De literatuur van Sint Maarten' door Michiel van Kempen op literatuurgeschiedenis.org
- Bert Paasman, Zingen over voorheen De West; Over het eiland Suriname en het land Curaçao.' In: Het andere postkoloniale oog. Onbekende kanten van de Nederlandse (post)koloniale literatuur en cultuur. Onder redactie van Michiel van Kempen. Hilversum: Verloren, 2020, pp. 31-48.
- Jos de Roo, Antilliaans literair logboek. Zutphen: De Walburg Pers, 1980.
- Wim Rutgers, Beneden en boven de wind: literatuur van de Nederlandse Antillen en Aruba. Amsterdam: De Bezige Bij, 1996.
- Bon dia! Met wie schrijf ik? van Wim Rutgers - overzicht van de jeugdliteratuur van/over Suriname en de Nederlandse Antillen
- Willem Rutgers, Schrijven is zilver, spreken is goud: oratuur, auratuur en literatuur van de Nederlandse Antillen en Aruba. Utrecht 1994. (Diss.)
- Tropentaal; 200 jaar Antilliaanse vertelkunst. Samengesteld en ingeleid door Wim Rutgers. Amsterdam/Antwerpen: Contact, 2001.
- Harry Theirlynck, Van Maria tot Rosy: over Antilliaanse literatuur. - Leiden: Caraïbische afdeling KITLV, 1986.